# Die Addams Family (2019)
Die Addams Family ist ein computeranimierter Kinofilm, der am 11. Oktober 2019 in die Kinos kam und ein Nachfolger der Fernsehserie The Addams Family sowie der Addams-Family-Filme von 1991, 1993 und 1998. Mit Die Addams Family 2 erschien 2021 eine Fortsetzung.
Der Film erschien am 24. Oktober 2019 in Deutschland. Regie führten Conrad Vernon und Greg Tiernan, das Drehbuch wurde von Matt Lieberman und Pamela Pettler geschrieben.

## Handlung
Der Film zeigt zum Anfang die Heirat von Gomez Addams und Morticia Frump, die von einem wütenden Mob unterbrochen wird. Die Eheleute fliehen zusammen mit Onkel Fester und dem Eiskalten Händchen, während der Rest der Familie sich mit den Menschen auseinandersetzt. Sie fahren auf der Suche nach einer Bleibe nach New Jersey und finden auf dem Weg ihren zukünftigen Butler Lurch auf der Straße, der in einer Zwangsjacke eines Irrenhauses steckt. In eben jenem Irrenhaus auf einem hohen Hügel richtet sich die Familie Addams ein. 13 Jahre später haben sie ihr Haus eingerichtet, das in diesem Film von einem Geist bewohnt ist, und haben zwei Kinder, Wednesday und Pugsley, bekommen. Es wird deutlich, das die Familie seit 13 Jahren keinen Kontakt mehr zur Außenwelt hatte. So haben sie durch den dichten Nebel, der um ihr Grundstück herum herrscht, auch nicht mitbekommen, dass eine Reality–TV Show Moderatorin namens Margaux Needle die Sümpfe um den Hügel herum hat trockenlegen lassen und eine – ihrer Meinung nach – perfekte Wohnsiedlung erbaut hat. In ihrer Serie hilft sie Menschen, indem sie ihre Häuser umgestaltet und in Pastellfarben neu einrichtet. Die Tochter von Margaux Needle, Parker Needle, fährt mit ihrem Fahrrad auf den Hügel hinauf und klingelt. Erst durch das Klingeln vor dem Tor des Grundstücks wird Wednesday bewusst, dass es eine Außenwelt gibt. Inzwischen muss Pugsley sich auf seine Schwert–Mazurka vorbereiten, die eine Prüfung darstellt, um herauszufinden, ob er ein echter Addams ist. Die Addams fahren gemeinsam mit dem inzwischen angereisten Onkel Fester in die Stadt und stoßen wie früher auf Unverständnis und Angst ihnen gegenüber. Margaux Needle erfährt inzwischen, dass es hoch oben auf dem Hügel noch ein Haus gibt, das nicht ins Stadtbild passt und die Verkaufschancen ihrer Häuser durch den schrecklichen Anblick mindern könnte.
Wednesday zeigt sich aufgeschlossen und interessiert an der Lebensweise der Einwohner der Stadt. Sie beginnt sogar freiwillig, dort zur Schule zugehen, und freundet sich mit Parker an. Beide stellen fest, dass sie unzufrieden sind mit ihren Eltern und beginnen damit, dem jeweils anderen die eigenen Lebensweise näher zu bringen, um ihren Müttern einen Schock zu versetzen. Wednesday trägt eine Haarspange mit einem pinken Einhorn und später ein pinkes Kostüm, während Parker schwarze Kleidung trägt, schwarze Schminke benutzt, ihre Haare schwarz färbt und teilweise abschneidet. Als Strafe dafür nimmt ihre Mutter ihr das Handy weg.
Gomez und Fester haben inzwischen große Probleme mit Pugsley. Er beherrscht den Umgang mit Sprengstoff, doch kann er nicht mit dem Schwert umgehen. Wenn er dies nicht innerhalb eines Tages lernen kann, wird er aus der Familie verstoßen. Langsam reisen bereits die ersten Verwandten an, die die Stadt besuchen und dort trotz ihres friedlichen Wesens große Angst verbreiten.
Wednesday und Parker durchsuchen das Haus der Needles nach dem Handy. Im Bastelraum der Mutter finden sie einen Schalter, der sie in einen unterirdischen Kontrollraum führt. Auf Bildschirmen sieht man die Bewohner der Stadt in ihren Häusern und es stellt sich heraus, dass alle Bewohner Tag und Nacht überwacht werden. In dem Moment betritt Margaux den Raum und sperrt beide auf ihrem Dachboden ein, damit diese die heute stattfindende TV-Premiere nicht ruinieren. Über eine App, die jeder Mensch der Stadt besitzt und allem Glauben schenkt, was geschrieben wird, ruft Margaux dazu auf, die Addams mithilfe eines Katapultes aus der Stadt zu vertreiben. Die Stadt versammelt sich, die Einwohner zünden virtuelle Fackeln auf ihren Smartphones an und marschieren in die Richtung des Addams-Hauses.
Dort sind nun alle Gäste angekommen und feiern die Schwert–Mazurka Pugsleys. Als dieser nach einem kurzen Ritual seinen Schwerttanz vorführen soll, versagt er. Doch die Verkündung über seine Verstoßung wird unterbrochen durch ein Geschoss des Katapultes, das das Haus trifft. Aus Furcht vor der Zerstörung flieht sogar der Hausgeist. Nach und nach wird das Haus durch das Katapult verwüstet. Gomez erinnert seinen Sohn an den Sinn des Rituals, nämlich zu zeigen, dass man seine Familie beschützen kann. Pugsley zeigt mithilfe von Sprengkapseln, dass er dies kann, und zerstört mit ihnen die vom Katapult anfliegenden Geschosse. Doch das Haus droht einzustürzen und die gesamte Familie sitzt gefangen in einer Ecke des Hauses. In dem Moment, in dem das Dach auf die Anwesenden herunterstürzt, kommen die inzwischen aus der Gefangenschaft geflohenen Wednesday und Parker auf dem neben dem Haus stehenden Baum zur Rettung. Alle werden von dem Baum gerettet und vor dem Haus abgesetzt. Wednesday und Parker erzählen den Menschen der Stadt davon, dass sie beobachtet wurden, und die Stimmung richtet sich gegen Margaux, die nun selbst zurück in die Stadt flieht. Die Menschen der Stadt erkennen, dass sie den Addams gegenüber unfair waren, nur weil sie anders sind als sie. Alle zusammen helfen, das Haus der Addams wieder aufzubauen. Der Geist des Hauses kommt wieder zurück ins Haus und es sieht genau so aus wie zuvor. Als Dank, dass er die Familie gerettet hat, wird Pugsley nun doch ein echter Addams. Im Anschluss dazu beginnt die Stadt von Menschen und den Verwandten der Addams gemeinsam bewohnt zu werden und Margaux kommt mit Onkel Fester zusammen und arbeitet mit ihm zusammen.

## Synchronisation
| Rolle            | Englischer Synchronsprecher | Deutscher Synchronsprecher |
| ---------------- | --------------------------- | -------------------------- |
| Gomez Addams     | Oscar Isaac                 | Alexander Doering          |
| Morticia Addams  | Charlize Theron             | Katrin Fröhlich            |
| Wednesday Addams | Chloë Grace Moretz          | Luisa Wietzorek            |
| Pugsley Addams   | Finn Wolfhard               | Oliver Szerkus             |
| Onkel Fester     | Nick Kroll                  | Michael Iwannek            |
| Grandma Addams   | Bette Midler                | Joseline Gassen            |
| Lurch            | Conrad Vernon               | Sascha Krüger              |
| Margaux Needler  | Allison Janney              | Ulrike Möckel              |
| Parker Needler   | Elsie Fisher                | Derya Flechtner            |
| Glenn            | Tituss Burgess              | Manuel Straube             |
| Tante Sloom      | Jenifer Lewis               | Isabella Grothe            |
| Opa Frump        | Martin Short                | Lutz Riedel                |
| Oma Frump        | Catherine O’Hara            | Marianne Groß              |

## Rezeption

### Kritiken und Einspielergebnis
Der Film spielte bei einem Budget von rund 24 Millionen US-Dollar weltweit rund 203 Millionen US-Dollar ein.
Der Film erhielt gemischte Kritiken. Auf der Webseite Rotten Tomatoes erhielt der Film 44 Prozent Positive Bewertungen, auf der Seite Filmstarts gaben die User 2,8 von 5 Möglichen Sternen und die Presse 2,5 von 5 Sternen, wobei die schlechteste Bewertung von einem Stern von The Hollywood Reporter kommt. Der Filmdienst beurteilt Die Addams Family als „eine in Details bissige, dann wieder handzahme Satire, deren kritische Haltung sich zum Ende hin zugunsten von Harmonieseligkeit völlig auflöst.“

### Auszeichnungen
Saturn-Award-Verleihung 2021
- Nominierung als Bester Animationsfilm

## Trivia
- Das Kennzeichen des Wagens von Gomez und Mortica lautet „Chas 1938“, eine Anspielung auf den Spitznamen des Addams-Erfinders Charles Addams und das Erscheinungsjahr des ersten Addams-Cartoons.[6]
- Gomez spricht mit Pugsley über eine „Heilige Handgranate“, ein Gegenstand aus Monty Pythons Ritter der Kokosnuss.
- Am Ende des Filmes stellen die Figuren das Intro der originalen Addams-Serie von 1964 nach.

### Unterschiede zu den alten Addamsfilmen und -serien
- Das Eiskalte Händchen trägt eine Armbanduhr und hat ein Auge.